# Börje Fredriksson
Börje Fredriksson, född 30 juni 1937 i Björsund i Helgarö församling, Södermanlands län, död 21 september 1968 i Årsta i Enskede församling, Stockholms län, var en svensk jazzmusiker (tenorsaxofonist) och kompositör.

## Biografi
Som 15-åring tog Fredriksson värvning i Svea livgardes musikkår, där han spelade trummor. År 1955 började han studera valthorn vid Kungliga Musikaliska Akademien i Stockholm, men hoppade av ekonomiska skäl av efter fyra månader. Han bytte sedan till tenorsaxofon och engagerades 1958 hos Malte Johnsons orkester i Göteborg.
Börje Fredriksson spelade i början av 1960-talet i en rad grupper, bland annat en kvartett med Bobo Stenson (piano), Palle Danielsson (bas) och Fredrik Norén (trummor), liksom med Eje Thelin och Bernt Rosengren. Han spelade med gitarristen Rune Gustafsson 1961 och med Bosse Brobergs kvartett 1962 på Gyllene Cirkeln. Han spelade in två skivor under eget namn, Intervall (1966), som belönades med Gyllene skivan, samt den postuma självbetitlade Börje Fredriksson (1969). Han begick självmord 1968.
Bobo Stenson, Palle Danielsson och Fredrik Norén, som spelade med Fredriksson, har tillsammans med saxofonisten Joakim Milder spelat in flera skivor och turnerat med Fredrikssons musik under gruppnamnet Sister Maj's Blouse. En uppföljare, Epilogue, spelades in 1998 med samma ensemble.

## Diskografi

### Som orkesterledare
- 1966 – Intervall (Columbia)
- 1969 – Börje Fredriksson (EMI/Odeon)
- 1988 – Fredriksson Special (Dragon)

## Priser och utmärkelser
- 1963 – SJR:s jazzstipendium
- 1966 – Gyllene skivan för Intervall